# Ordynskoje
Ordynskoje (russisch Орды́нское) ist eine Siedlung städtischen Typs in der Oblast Nowosibirsk (Russland) mit 10.256 Einwohnern (Stand 14. Oktober 2010).

## Geographie
Die Siedlung liegt am linken Ufer des hier zum Nowosibirsker Stausee angestauten Ob, etwa 100 km Luftlinie südwestlich der Oblasthauptstadt Nowosibirsk. Bei der Siedlung mündet das namensgebende Flüsschen Orda in den hier etwa 3,5 km breiten Stausee.
Ordynskoje ist Verwaltungszentrum des gleichnamigen Rajons Ordynskoje. Umgangssprachlich wird der Ort auch Ordynsk oder Ordynka genannt.

## Geschichte
1598 kam es etwa 40 km nordöstlich der heutigen Siedlung, auf dem Territorium des heutigen Rajons bei der Mündung des Flüsschens Irmen in den Ob zum entscheidenden Sieg der russischen Kosaken gegen Truppen des Khanats Sibir unter Kütschüm, wodurch die russische Kolonisation Sibiriens endgültig begann.
Ein Dorf bei der Mündung der Orda in den Ob gründeten aus Zentralrussland stammende Siedler zu Beginn des 18. Jahrhunderts; erstmals erwähnt wurde es 1721. Bis zum Beginn des 20. Jahrhunderts entwickelte es sich zu einem der reichsten Dörfer des damaligen Gouvernements Tomsk.
Im Rahmen einer Verwaltungsreform wurde Ordynskoje am 25. Mai 1925 Verwaltungszentrum eines Rajons. 1962 erhielt der Ort den Status einer Siedlung städtischen Typs.

### Bevölkerungsentwicklung
| Jahr | Einwohner |
| ---- | --------- |
| 1939 | 4.428     |
| 1959 | 5.557     |
| 1970 | 7.677     |
| 1979 | 8.986     |
| 1989 | 9.505     |
| 2002 | 10.448    |
| 2010 | 10.256    |

Anmerkung: Volkszählungsdaten

## Kultur und Sehenswürdigkeiten
Seit 1985 gibt es in Ordynskoje ein Rajon-Heimatmuseum.
Im Rajon gibt es verschiedene archäologische Fundstätten, so die Siedlungsstätte („Gorodischtsche“) Abraschino aus dem 8. bis 7. Jh. v. Chr. und einen Kurgan aus dem 5. bis 4. Jh. v. Chr.

## Wirtschaft und Infrastruktur
Hauptwirtschaftszweige von Ordynskoje sind die Land- und Forstwirtschaft sowie die Lebensmittel-, fisch- (aus dem Stausee) und holzverarbeitende Industrie. In den 1990er-Jahren wurde im Rajon eine bedeutende Titan- (20,9 Millionen Tonnen) und Zirconiumlagerstätte (5,3 Millionen Tonnen) entdeckt, die jedoch bisher noch nicht abgebaut wird.
Durch den Ort führt die Regionalstraße R 380 von Nowosibirsk über Kamen am Ob nach Barnaul. 14 km südwestlich zweigt die R 382 ab, die über Krasnosjorskoje und Karassuk zur Grenze nach Kasachstan und weiter in Richtung Pawlodar führt.